# 1LINK
1LINK Limited — это консорциум крупных банков, которые владеют и управляют крупнейшей представительской межбанковской сетью в Пакистане и зарегистрированы в соответствии с разделом 42 Закона о компаниях Комиссией по ценным бумагам и биржам Пакистана (SECP). 5 июля 2018 года 1LINK была преобразована в Частную компанию с ограниченной ответственностью в соответствии с разделом 49 Закона о компаниях 2017 года.

## История
- 1999 год: ABN AMRO и Askari Bank создали свою сеть банкоматов для предоставления расширенных услуг своим клиентам[1]
- 2002 год: Государственный банк Пакистана издал циркуляр об обязательном подключении любого из двух коммутаторов (1LINK или MNET) к каждому банку страны[2]
- 2003 год: 1LINK образован консорциумом из одиннадцати банков-учредителей
- 2004 год: SBP поручил 1LINK и MNET соединиться друг с другом[1]
- 2005 год: Партнерство 1LINK с Visa International с использованием передовых технологий
- 2006 год: 1LINK запустила услугу межбанковских переводов средств (IBFT)
- 2007 год: 1LINK запустила сервис оплаты счетов за коммунальные услуги (UBPS)
- 2014 - система стала партнёром JCB Card[3].
- 2020 - система стала партнёром MasterCard[4].

1LINK принадлежит консорциуму из одиннадцати крупнейших банков страны и действует через главного исполнительного директора. Правление компании состоит из одиннадцати директоров, по одному от каждого банка-учредителя.

## Участники
Количество банков-членов 1LINK быстро росло с момента основания компании в 2004 году.
1LINK - крупнейший банковский консорциум в Пакистане. Государственный банк Пакистана обязал все коммерческие банки Пакистана, как иностранные, так и внутренние, стать членами 1LINK. Кроме того, четыре коммутатора соединены между собой с 2006 года, что означает, что потребитель, имеющий банкомат или дебетовую карту, выпущенную любым банком Пакистана, может использовать любой банкомат, расположенный по всей стране.
- Банки- участники - 37
- Аффилированные лица - 06
- Банкоматы White Label - 01
- Биллеры - 730
- Биржевые компании - 04[5]

## PayPak
В соответствии с указом Государственного банка Пакистана по расширению доступа к финансовым услугам, 1LINK запустил первую в Пакистане внутреннюю платежную систему PayPak в апреле 2016 года.